# Russell Robinson
Russell Robinson Jr (ur. 24 stycznia 1986 w Nowym Jorku) – amerykański koszykarz, występujący na pozycji rozgrywającego, obecnie zawodnik Levskiego Lukoil.
W 2008, podczas letniej ligi NBA w Las Vegas reprezentował barwy Houston Rockets, rok później w Orlando – Orlando Magic, natomiast w 2010 roku Indiany Pacers.
11 stycznia 2016 został zawodnikiem King Wilków Morskich Szczecin.
10 września 2018 dołączył do bułgarskiego zespołu Levski Lukoil.

## Osiągnięcia
NCAA
- Mistrz NCAA (2008)[4]
- Zaliczony do[5]:
  - I składu:
    - defensywnego Big 12 (2006–2008)
    - turnieju Las Vegas (2007)

  - składu All-Big 12 Honorable Mention (2006 przez AP)
  - II składu Academic All-Big 12 (2008)

Drużynowe
- Mistrz Polski (2015)[2]
- Wicemistrz Polski (2013)
- Zdobywca Pucharu Polski (2015)
- Uczestnik rozgrywek ligi VTB (2012/13)[1]

Indywidualne
- MVP miesiąca TBL (marzec 2016)[6]
- Lider sezonu regularnego TBL w średniej przechwytów (2016, 2017)[7]